# Fīlkhāneh
Fīlkhāneh (persiska: فیلخانه) är en ort i Iran.   Den ligger i provinsen Khorasan, i den nordöstra delen av landet, 700 km öster om huvudstaden Teheran. Fīlkhāneh ligger 1 200 meter över havet och antalet invånare är 148.
Terrängen runt Fīlkhāneh är huvudsakligen platt, men åt nordost är den kuperad.Runt Fīlkhāneh är det ganska tätbefolkat, med 56 invånare per kvadratkilometer. Närmaste större samhälle är Nīshābūr, 7,1 km nordväst om Fīlkhāneh. Trakten runt Fīlkhāneh består till största delen av jordbruksmark.